# Piazza Lukiškės

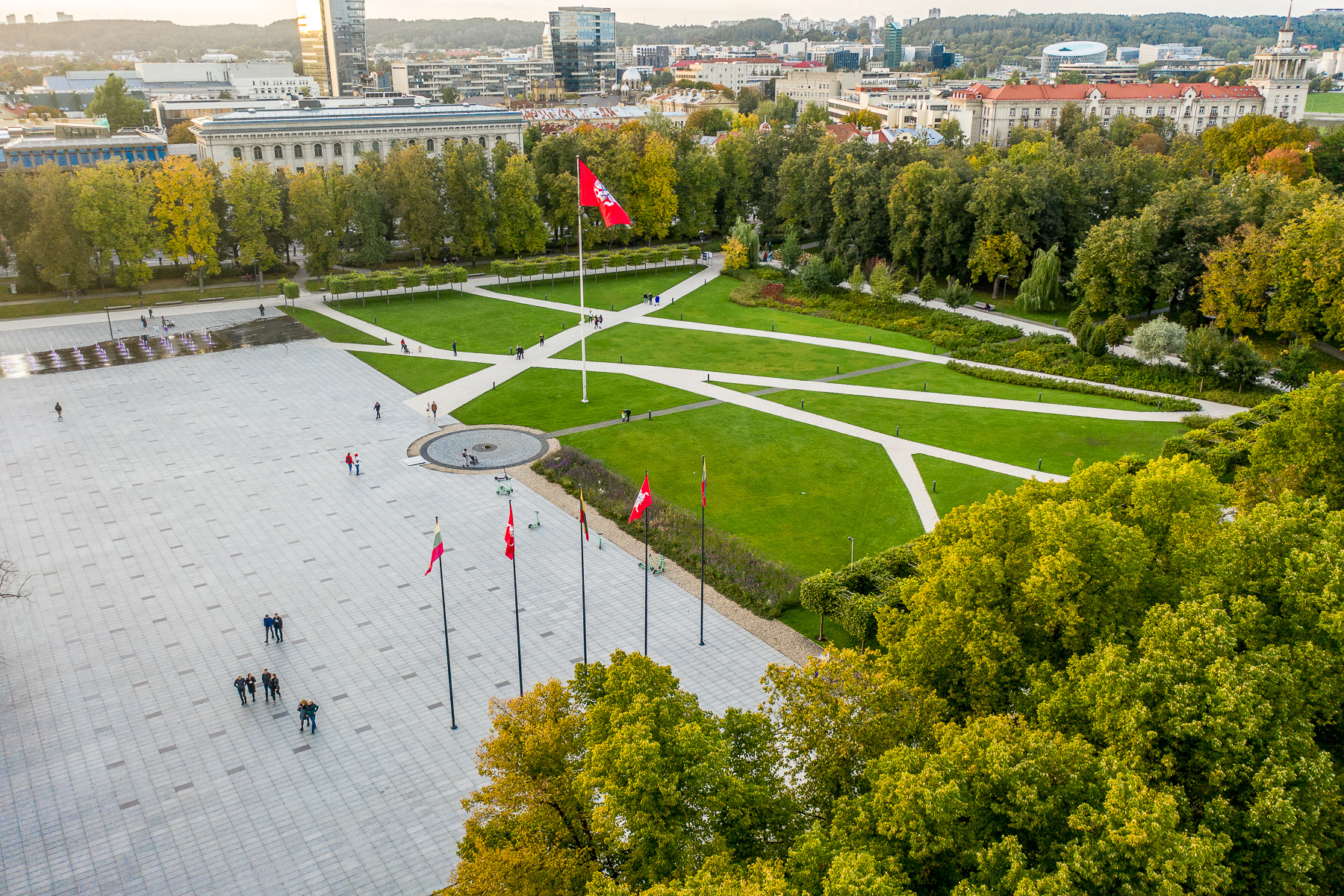

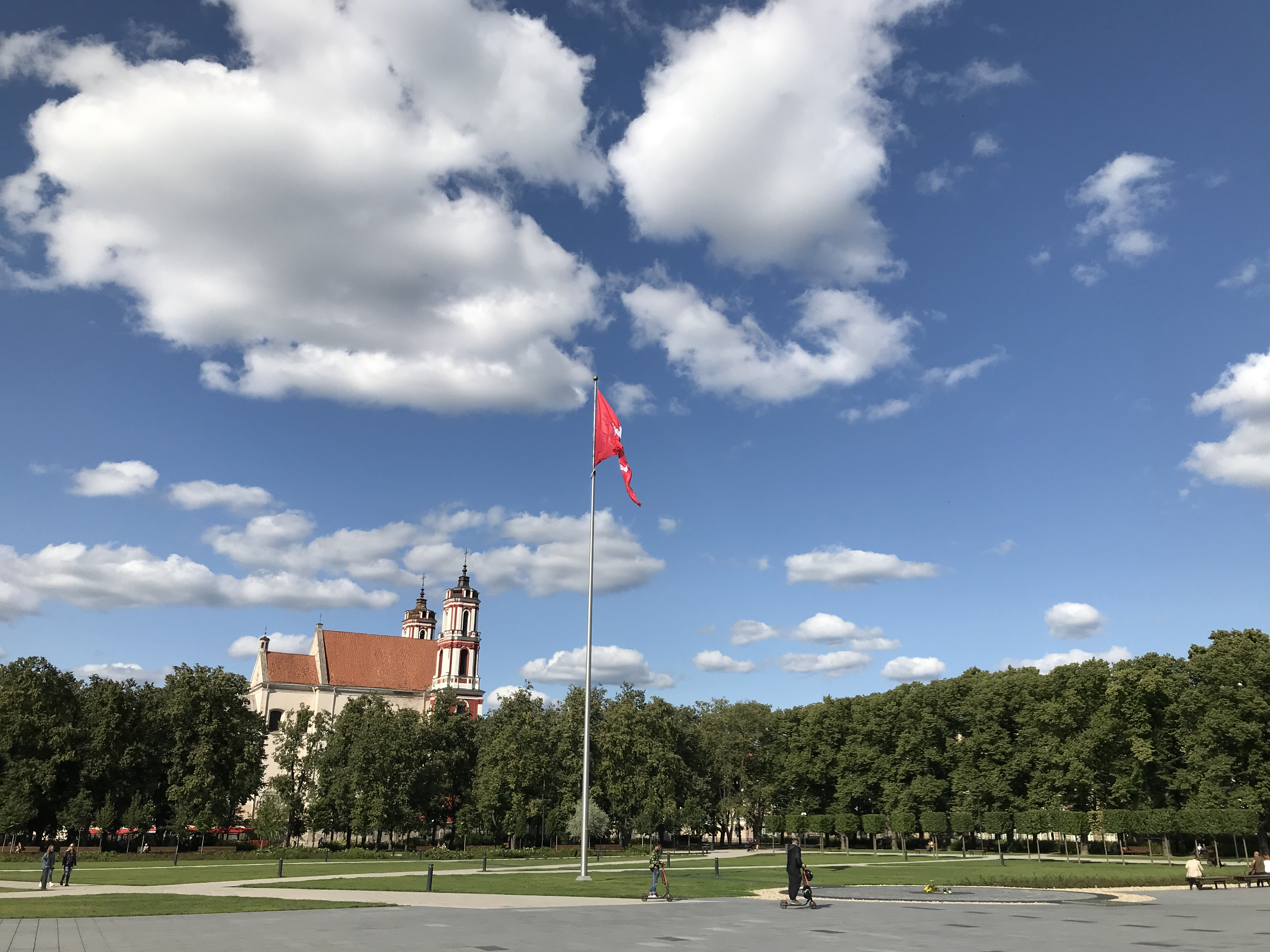

Piazza Lukiškės (altre ortografie includono Łukiszki, Lukiski, Lukiški, in lituano Lukiškių aikštė) è la più ampia (vasta circa 4 ettari) di Vilnius, la capitale della Lituania, situata nel centro della città. Una delle strade principali di Vilnius, viale Gediminas, lambisce la parte meridionale della piazza, mentre molti edifici pubblici si ergono intorno a essa, tra cui il Ministero delle Finanze, il Ministero degli Affari Esteri, la Corte d'Appello, l'Accademia di musica e teatro, la Chiesa di San Giacomo e San Filippo e il Monastero domenicano con il vecchio ospedale dedicato a San Giacobbe. Di recente, il comune di Vilnius ha organizzato un concorso per ridisegnare la struttura della piazza: i lavori sono terminati nel 2018.

## Storia

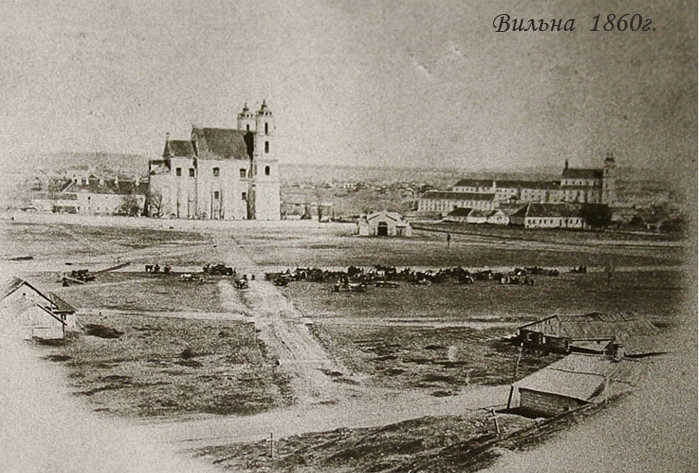
Il sobborgo di Lukiškės nel 1860

Tra il XVII e il XIX secolo Lukiškės era un sobborgo di Vilnius: sul posto, si ergeva una moschea di legno costruita dai tatari lituani e il loro cimitero risultava un elemento di spicco nel sobborgo. Tali monumenti furono distrutti dalle autorità sovietiche negli anni '60.
Nel 1852, si decise di effettuare dei lavori presso Lukiški (Лукишки, come era noto nell'Impero russo), e ciò avvenne nel 1860, con San Giorgio, (oggi viale Gediminas) attraversandola da est a ovest. Dopo la rivolta di gennaio nel 1863, piazza Lukiškės figurava tra le aree in cui ebbero luogo le esecuzioni pubbliche degli insorti, tra cui uno particolarmente famoso, Konstanty Kalinowski, fu giustiziato per impiccagione proprio in loco il 24 marzo 1864. Il 13 maggio 1863 lo zar Alessandro II di Russia nominò Michail Nikolaevič Murav'ëv-Vilenskij a capo del Governatorato di Vil'na, divenuto presto conosciuto per le modalità con cui represse i focolai di protesta, tanto da guadagnarsi il poco invidiabile appellativo di "boia" per via delle esecuzioni effettuate in tale piazza. All'inizio del XX secolo la zona era conosciuta perché sede della tradizionale fiera di Kaziukas.
La piazza tornò a diventare un simbolo di terrore quando le centinaia di oppositori all'Unione Sovietica furono interrogati, torturati e giustiziati dall'NKVD durante il 1944-1947 e anche anni dopo, nel famigerato palazzo sede dell'organo appena nominato, il quale era localizzato proprio di fronte a quest'area. Tra le vittime uccise rientrava pure il comandante in capo del Movimento dei Combattenti per la Libertà Lituana, Adolfas Ramanauskas. Oggi il palazzo ospita la sede della Corte municipale di Vilnius e la Corte d'appello della Lituania, nonché il Museo delle vittime del genocidio nelle antiche celle della prigione, che occupano i livelli seminterrato e sotterraneo della struttura.

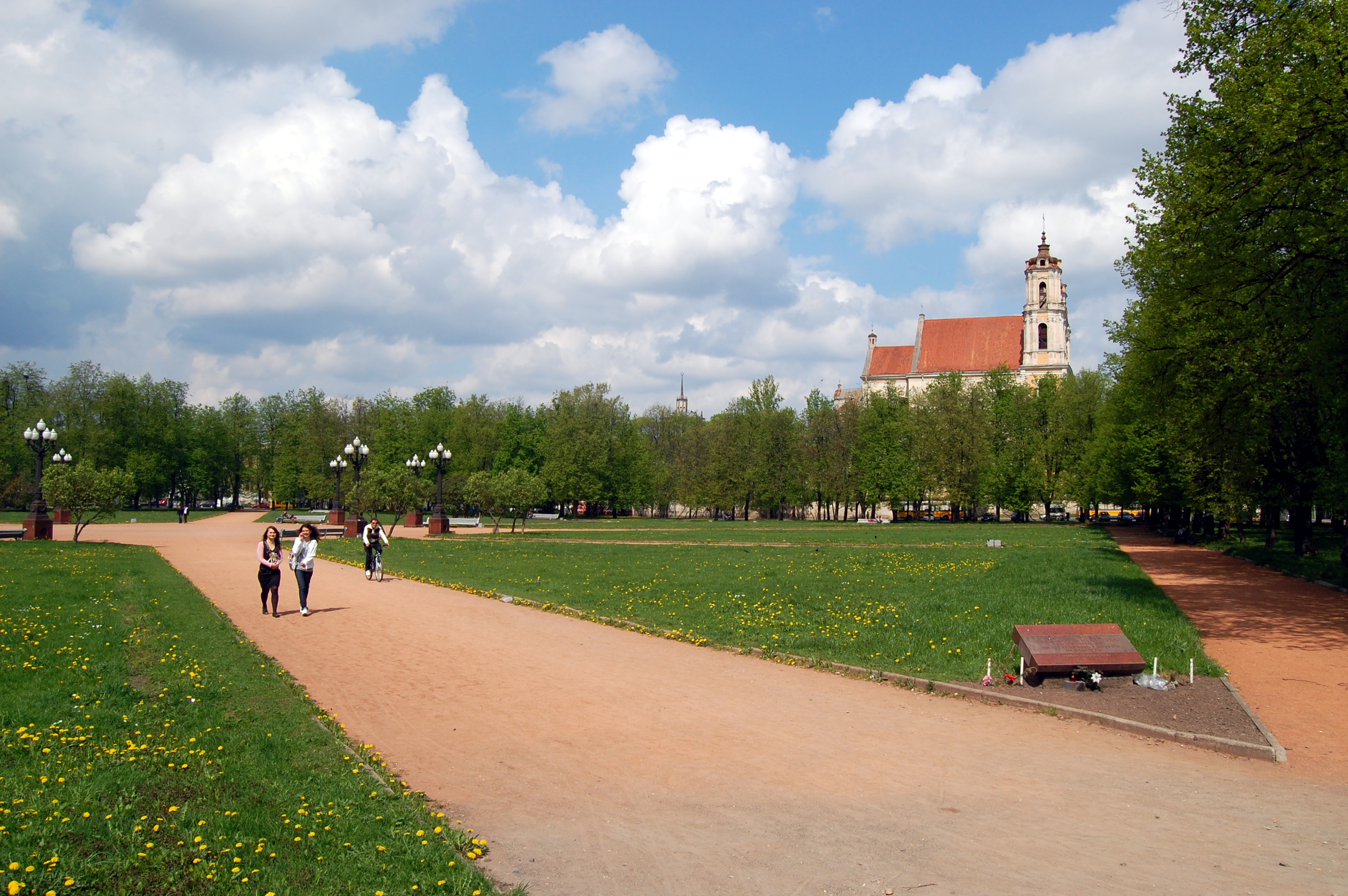
La piazza vista da viale Gediminas (2008)

Nel maggio del 2008, il comune di Vilnius bandì un concorso per ridisegnare la struttura della piazza. All'inizio del 2009, Juozas Imbrasas, sindaco di Vilnius e presidente della commissione del concorso, ammise che gli organizzatori non avevano informato sufficientemente il pubblico sullo stato di avanzamento del progetto. L'opinione pubblica inoltre si divise: gruppi di cittadini più anziani sottolineavano il bisogno di realizzare un monumento commemorativo carico di simboli fedeli alla tradizione nazionale e funzionale a ospitare eventi pubblici, mentre le più giovani generazioni desideravano spazi urbani ricreativi al posto di un monumento commemorativo, proponendo di costruire un qualche monumento che non evocasse associazioni dirette con la sofferenza e la lotta per la libertà della nazione lituana. Nel marzo del 2009, la commissione rinviò la sua decisione e si rivolse ad uno studio legale in merito alla situazione derivante da alcune irregolarità nel procedimento di esecuzione del bando. I sindacati dei prigionieri politici e dei deportati lituani si erano precedentemente rivolti al Primo ministro, Andrius Kubiliai, al sindaco della capitale, Vilius Navickas, con proposte volte a fermare la gara d'appalto per la ricostruzione di piazza Lukiškės al fine di riformare la commissione di gara. Il 12 marzo 2009, una nota emessa dall'Unione degli architetti dichiarava: "Poiché, a parere del Consiglio, dalla seconda fase del bando non è emerso un chiaro favorito, sarebbe opportuno provvedere a sanare le irregolarità evidenziate e poi selezionare i progetti più promettenti. Tenendo conto delle aspettative della società, della situazione economica e delle tendenze di sviluppo della città, conviene rivedere gli obiettivi e le condizioni della gara". Il 2 novembre 2017, dopo un anno e mezzo in cui avvennero i lavori, è stata aperta la rinnovata piazza Lukiškės.

### Piazza Lenin
La piazza fu ricostruita secondo il progetto di V. Mikučianis nel 1949–1952 In epoca sovietica, la piazza fu ribattezzata dedicandola a Lenin e si eresse anche una sua statua, la quale fu ultimata nel 1953. Trattandosi della più grande del suo genere nella RSS Lituana, fu rimossa nel 1991, dopo il ripristino dell'indipendenza della Lituania. La folla riunita celebrò la caduta della statua: la parte superiore venne sollevata utilizzando una gru, rimanendovi solo le gambe attaccate al piedistallo. La statua di Lenin ricomposta è oggi in mostra nel Parco Grūtas; la piazza è stata parzialmente ricostruita negli anni '90.

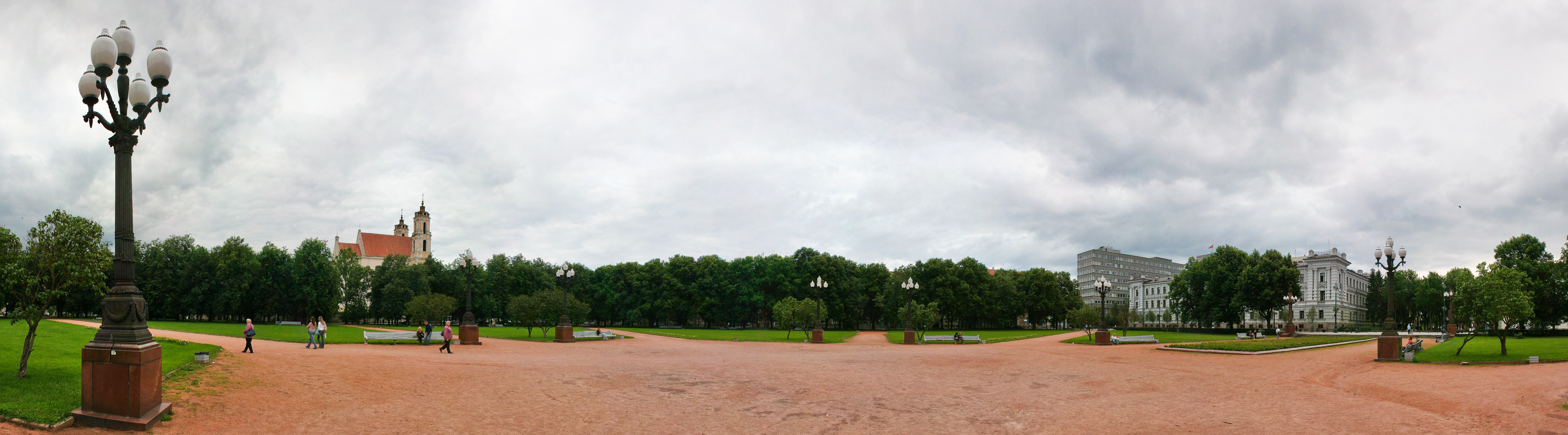
Una veduta panoramica di piazza Lukiškės dal centro verso est nel 2004, dunque prima della ricostruzione della piazza. Il luogo vuoto al centro risultava dove si trovava la statua di Lenin